# Jack Johnson (Schauspieler)
Jack Johnson (* 7. April 1987 in Los Angeles, Kalifornien, USA) ist ein US-amerikanischer Filmschauspieler und Musiker.

## Kurzbiografie
Jack Johnson ist der Enkelsohn der Schauspielerin Dorris Bowdon und des Drehbuchautors Nunnally Johnson und steht seit seinem sechsten Lebensjahr vor der Kamera. Bekannt wurde er durch die Rolle des Will Robinson in Lost in Space, die er 1998 übernahm, und für die er für den Saturn Award in der Kategorie Bester Nachwuchsschauspieler nominiert wurde.
Neben weiteren Rollen in eher kleinen Filmen ist Johnson auch Musiker, der mit seiner Band Retreat From Paradise bereits in The Roxy und The Whisky auftrat, den beiden ältesten Rock-Clubs am Sunset Strip in Hollywood.